# Szczytnicki Węzeł Wodny

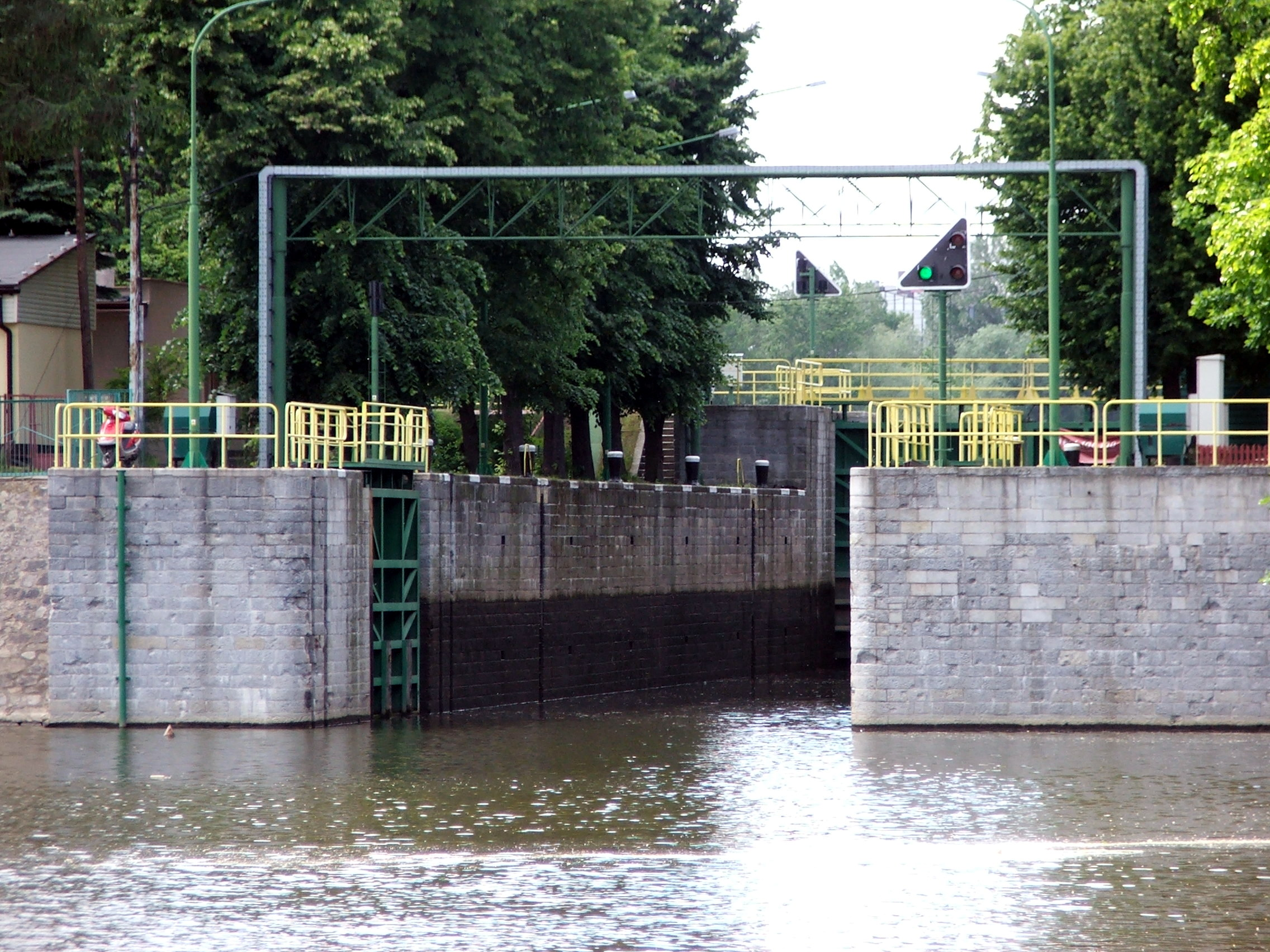
Śluza Szczytniki

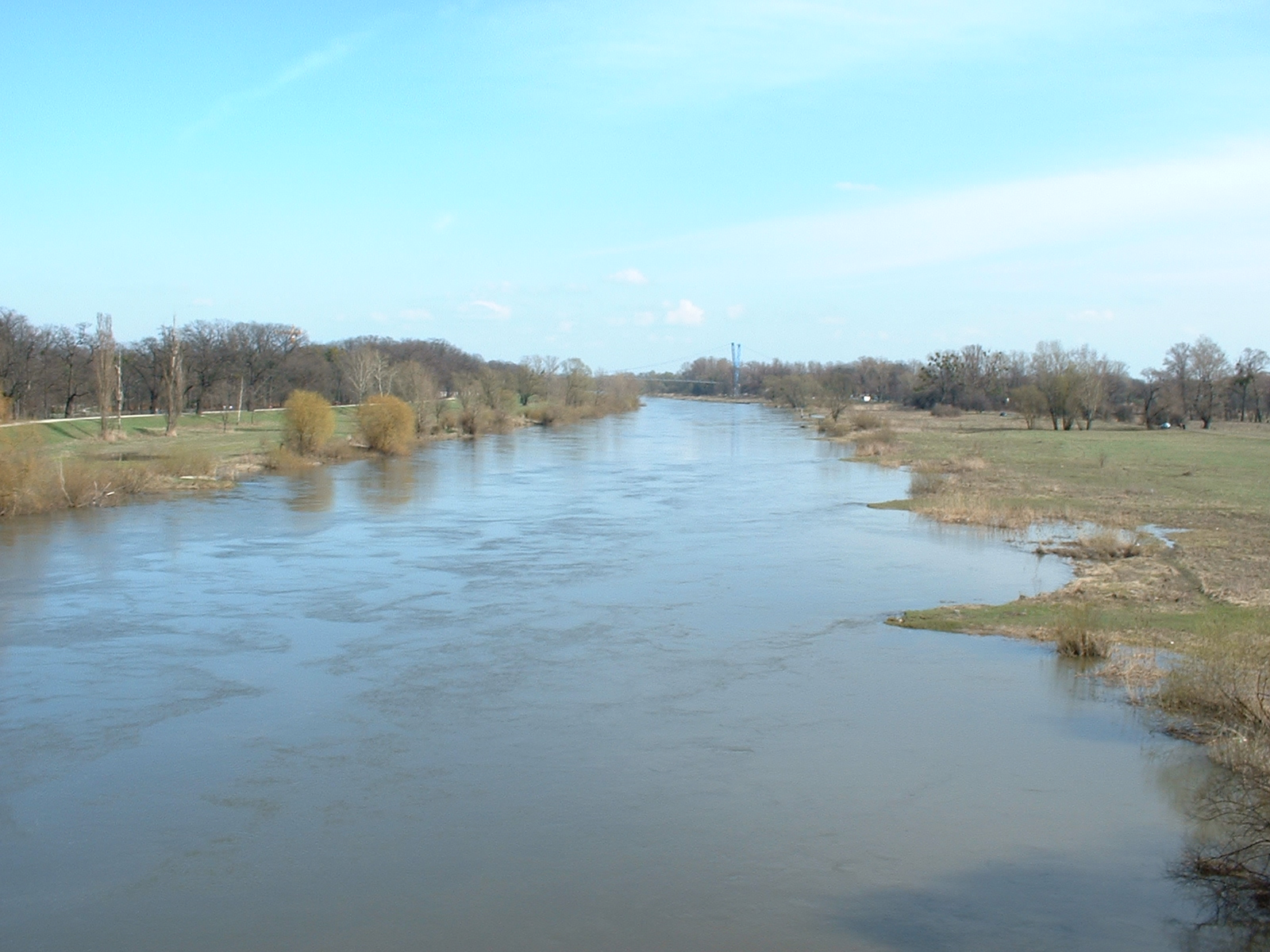
Odra miejska, powyżej SzWW

Szczytnicki Węzeł Wodny, to węzeł wodny położony we Wrocławiu na rzece Odrze, w ramach Wrocławskiego Węzła Wodnego. Węzeł ten steruje przepływem i rozdziałem wód pomiędzy śródmiejskie ramię Odry niosące wody do Śródmiejskiego Węzła Wodnego, oraz Starą Odrę, opływającą centrum miasta od północy. Szczytniki Węzeł Wodny ukształtowany został podczas inwestycji z zakresu hydrotechniki przeprowadzonej w latach 1892–1897, polegającej na budowie nowej drogi wodnej oraz systemu przeciwpowodziowego dla miasta, tzw. I Kanalizacja Odry, budowa Drogi Wielkiej Żeglugi. 
Węzeł ten położony jest poniżej Bartoszowicko–Opatowickiego Węzła Wodnego, który w całości steruje rodziłem wód Odry dopływających do miasta, na trzy możliwe kierunki przepływu: Kanał Powodziowy (przez Stopień Wodny Bartoszowice), przerzut wód do Widawy (przez Kanał Odpływowy), oraz Odrę miejską (przez Stopień Wodny Opatowice). Wody przepuszczane przez Stopień Wodny Opatowice, w całości prowadzone są pojedynczym korytem Odry. Korto to jest sztucznym przekopem wykonanym w latach 1531–1555. Na południe od tego przekopu znajduje się teren osiedli Bierdzany, Siedlec, Rakowiec, na północy zaś obszar tzw. Wielkiej Wyspy. Natomiast za Szczytnickim Węzłem Wodnym (poniżej SzWW) przez ramię Odry (Odrę śródmiejską), wody rzeki kierowane są do Śródmiejskiego Węzła Wodnego.
Tu, pomiędzy tymi dwoma węzłami wodnymi, położony jest Szczytnicki Węzeł wodny, na który składają się:
- odcinek rzeki – koryta Odry miejskiej
- rozwidlenie ramion rzeki: praktycznie prostopadłe odejście koryta Starej Odry w 250,1 km biegu rzeki[9],
- Wyspa Szczytnicka,
- rozwidlenie: Przekop Szczytnicki
- Stopień Wodny Szczytniki, obejmujący:
  - Jaz Szczytniki położony w 0,1 km Starej Odry, oraz
  - Śluzę Szczytniki położoną w Przekopie Szczytnickim[2][8]
- ujście Przekopu Szczytnickiego do Starej Odry, na północnym krańcu Wyspy Szczytnickiej.

Przez Szczytnicki Węzeł Wodny prowadzi jedna z dróg wodnych w rozumieniu odpowiednich przepisów, tzw. szlak boczny – miejski, będący drogą wodną II klasy o znaczeniu regionalnym (główna droga woda prowadzi przez Kanał Żeglugowy). Natomiast szlak wodny prowadzący przez Śródmiejski Węzeł Wodny nie jest drogą wodną w rozumieniu obowiązujących przepisów, choć jest użytkowany turystycznie i rekreacyjnie. 
Po powodzi tysiąclecia, jaz szczytnicki uległ istotnemu zniszczeniu. Został odbudowany i zmodernizowany, z dostosowaniem do nowego projektu rozdziału wód wezbraniowych we Wrocławskim Węźle Wodnym. Planuje się następujący rozdział wód w Szczytnickim Węźle Wodnym, do którego ma być kierowane 1 310 m3/s:
- Stara Odra – 646 m³/s
- Odra śródmiejska (Śródmiejski Węzeł Wodny) – 664 m³/s.